# پلاته‌وخ
پلاته‌وخ (به هلندی: Platteweg) یک منطقهٔ مسکونی در هلند است که در بوده‌خرافن-ریوویک واقع شده‌است. پلاته‌وخ ۲۰۰ نفر جمعیت دارد.